# Ceilão nos Jogos Olímpicos de Verão de 1968
O Ceilão, atual Sri Lanka, participou dos Jogos Olímpicos de Verão de 1968 na Cidade do México, México.

## Resultados por Evento

### Boxe
Peso Mosca-ligeiro (– 48 kg)
- Khata Karunatarne
  - Primeira rodada — Bye
  - Segunda rodada — Derrotou They Lay (BUR), 5:0
  - Quartas-de-final — Perdeu para Francisco Rodríguez (VEN), TKO-2